# Formula Parkland
Formula Parkland  este o formulă de calcul a cantității de fluide intravenoase necesare în primele 24 de ore unui pacient ars pentru a-l menține stabil hemodinamic. Cantitatea de lichide necesară în primele 24 de ore, în ml, este de patru ori greutatea corporală înmulțită cu suprafața totală a corpului arsă.
Formula Parkland în formă matematică este:
- {\displaystyle V=(4\cdot G\ (kg))\cdot S\ (\%)}.

unde:
G = greutatea corporală
S = suprafața corporală arsă